# Goree (Texas)
Goree es una ciudad ubicada en el condado de Knox en el estado estadounidense de Texas. En el Censo de 2010 tenía una población de 203 habitantes y una densidad poblacional de 54,05 personas por km².

## Geografía
Goree se encuentra ubicada en las coordenadas 33°28′5″N 99°31′25″O / 33.46806, -99.52361. Según la Oficina del Censo de los Estados Unidos, Goree tiene una superficie total de 3.76 km², de la cual 3.76 km² corresponden a tierra firme y (0%) 0 km² es agua.

## Demografía
Según el censo de 2010, había 203 personas residiendo en Goree. La densidad de población era de 54,05 hab./km². De los 203 habitantes, Goree estaba compuesto por el 78.82% blancos, el 7.88% eran afroamericanos, el 1.48% eran amerindios, el 0% eran asiáticos, el 0.49% eran isleños del Pacífico, el 7.39% eran de otras razas y el 3.94% pertenecían a dos o más razas. Del total de la población el 27.09% eran hispanos o latinos de cualquier raza.